# A hatalom
A hatalom – A társadalom újszerű elemzése (Power. A New Social Analysis) Bertrand Russell filozófus és matematikus 1938-ban megjelent könyve.

## Tartalom
1. A hatalom indítékai
2. Vezetők és követők
3. A hatalom formái
4. A papi hatalom
5. A királyi hatalom
6. A leplezetlen hatalom
7. A gazdasági hatalom
8. A közvélemény fölötti hatalom
9. Hitvallások, mint a hatalom forrásai
10. Kormányzati hatáskörök és formák
11. A szervezetek és az egyén
12. A versengés
13. Hatalom és erkölcsiség
14. Hatalmi filozófiák
15. A hatalom etikája
16. A hatalom megszelídítése

- A szerző kései visszatekintése a könyvre

- A fordító utószava

## Magyarul
- A hatalom. A társadalom újszerű elemzése; ford. Ádám András; Typotex, Budapest, 2004 (Civil szellem)